# Magog (Bibbia)
Magog (ebraico: מגוג [maˈɡoɡ]; greco: Μαγώγ) è il secondo dei sette figli di Jafet menzionati nella Tavola delle Nazioni in Genesi 10.
Mentre l'origine del termine non è chiara, essa potrebbe fare riferimento alla Lidia, nell'attuale Turchia. Il suo uso nel Libro di Ezechiele, capitolo 38, ha portato alla sua associazione con tradizioni apocalittiche. Varie tradizioni antiche e medievali hanno costruito sui riferimenti biblici e aggiunto dettagli ad esso.

## Etimologia
L'origine del nome Magog non è chiara. Potrebbe provenire dall'accadico mat Gugi, "terra di Gog", cioè la terra di Gige, ovvero la Lidia.

## Nella Bibbia
Magog è spesso associato a tradizioni apocalittiche, principalmente in relazione a Ezechiele 38 e 39 che menziona "Gog della terra di Magog, il principe di Meshech e Tubal" (Ezechiele 38,2); sulla base di questa menzione, "Gog e Magog" nel tempo sono stati associati tra loro in coppia. 
Nel Nuovo Testamento, questa associazione si trova in Apocalisse 20,8, nel qual caso possono essere semplicemente metafore per archetipici nemici di Dio.

## Nel Corano
L'apparizione di Magog nel Corano e in altre fonti islamiche è principalmente dovuta alla sua fama apocalittica come parte dell'abbinamento di Gog e Magog (in arabo: Ya'juj wa Ma'juj). Nella sura Al-Kahf ("La caverna", 18: 83–98) del Corano (inizi del VII secolo d.C.), un individuo chiamato Dhu al-Qarnayn ("Colui che ha due corni") viaggia verso una terra lontana in un passaggio tra due montagne dove trova persone che soffrono del male di Gog e Magog. Dhu al-Qarnayn costruisce quindi un muro di rame e ferro per tenere fuori Gog e Magog, ma avverte che esso verrà rimosso nell'ultima era. Nella sura 21, Al-Anbiyā (I profeti), il muro è menzionato di nuovo: lì Allah dice al suo profeta Maometto che esiste un "divieto per [il popolo di] una città che abbiamo distrutto che [sempre] ritorna, finché [la diga di] Gog e Magog non sarà stata aperta e li vedrai, da ogni livello più alto, in discesa. "

## Interpretazioni antiche e medioevali
Flavio Giuseppe si riferisce a Magog figlio di Iafet come progenitore degli Sciti, o popoli a nord del Mar Nero. Secondo lui, i Greci chiamavano la Scythia Magogia. Un'identificazione alternativa, derivata da un esame dell'ordine in cui i nomi tribali sono elencati in Ezechiele 38, "collocherebbe Magog tra Cappadocia e Media". Secondo il rabbino Shlomo Ganzfried (XIX secolo) Magog si riferisce ai mongoli. Egli cita uno scrittore arabo che si riferisce alla Grande Muraglia cinese con il nome "Magog".
Getica di Giordane (551) menziona Magog come antenato dei Goti, così come la Historia Brittonum, ma Isidoro di Siviglia (c. 635) afferma che questa identificazione era popolare "a causa della somiglianza dell'ultima sillaba" (Etymologiae, IX, 89). Giovanni Magno (1488–1544) dichiarò che Magog emigrò in Scandinavia (passando per la Finlandia) 88 anni dopo il diluvio e che i suoi cinque figli erano Suenno (antenato degli svedesi), Gethar (o Gog, antenato dei Goti), Ubbo ( che in seguito governò gli svedesi e costruì la città di Gamla Uppsala), Thor e Germano. I resoconti di Giovanni Magno furono accettati a lungo presso la corte svedese e fecero addirittura rinumerare di conseguenza i numeri dinastici dei monarchi svedesi. La regina Cristina di Svezia si considerava la numero 249 in un elenco di re risalenti a Magog. Giovanni influenzò anche diversi storici successivi come Daniel Juslenius (1676–1752), che derivò le radici dei finlandesi da Magog.
Secondo diverse cronache irlandesi medievali, in particolare l'Auraicept na n-Éces e il Lebor Gabála Érenn, la stirpe irlandese discenderebbe da Magog. Baath, Jobhath e Fathochta mac Magog sarebbero i tre figli di Magog secondo queste cronache, e vengono citati come individui apicali nelle genealogie. In particolare i re milesi, antenati di tutti gli Irlandesi, discenderebbero da Baath (Boath), figlio di Magog. Magog avrebbe anche avuto un nipote chiamato Heber, la cui progenie si diffuse in tutto il Mediterraneo.
Esiste inoltre una leggenda ungherese medievale secondo la quale gli Unni, così come i Magiari, discendono rispettivamente dai fratelli gemelli di nome Hunor e Magor, che vissero vicino al Mare di Azov negli anni successivi al diluvio e presero le mogli dagli Alani. La versione di questa leggenda nel Chronicon Pictum del XIV secolo identifica questo Magor con Magog, figlio di Jafet.